# Ivan Ivanovitj av Ryssland

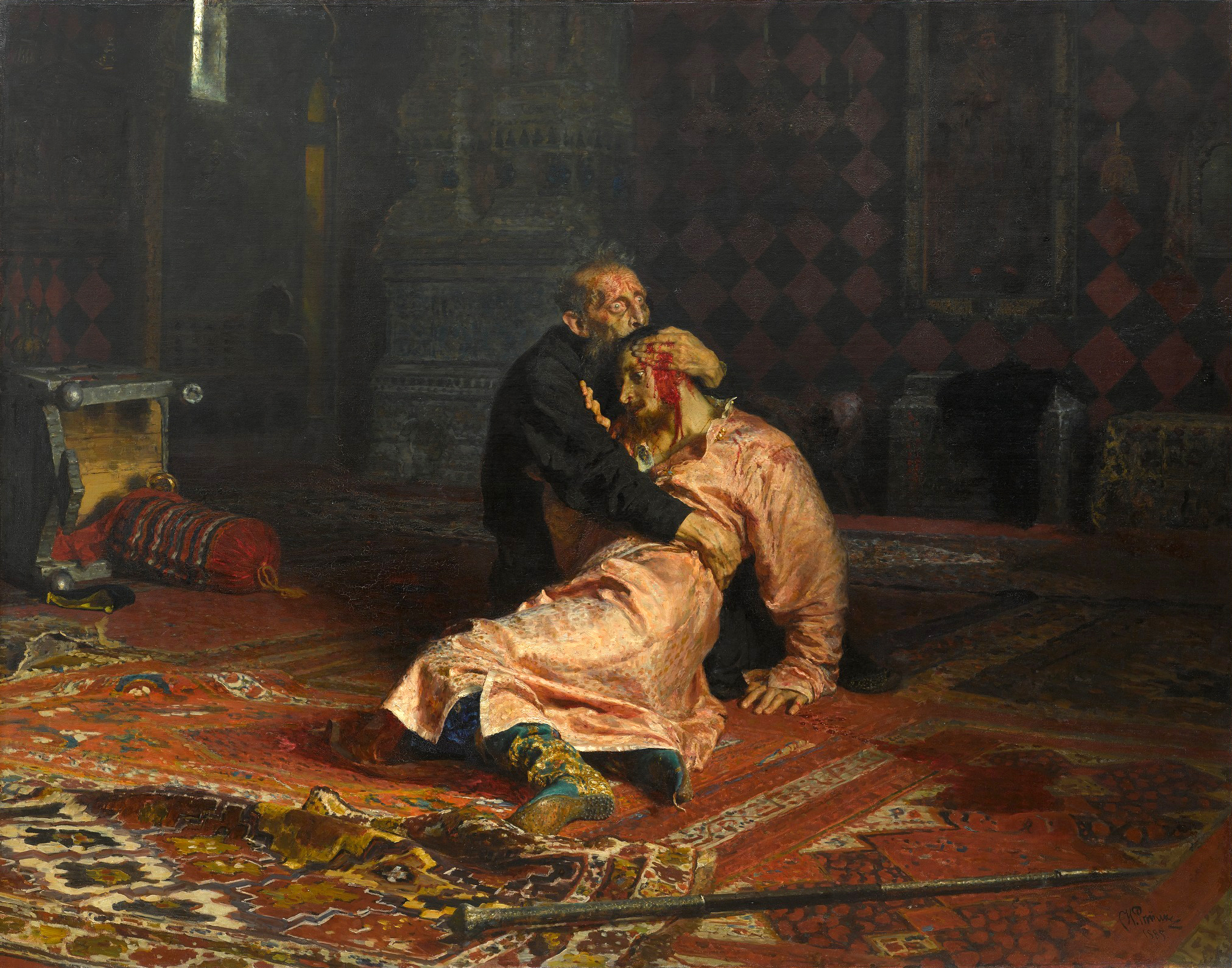
Ivan den förskräcklige mördar sin son, målning av Ilja Repin från 1885.

Ivan Ivanovitj av Ryssland, född 28 mars 1554 i Moskva, död 19 november 1581 i Aleksandrov, var en rysk tronföljare, tsarievitj, son till tsar Ivan den förskräcklige och Anastasia Romanovna. Han var i tur och ordning gift med Eudoxia Saburova, Praskovja Solova och Jelena Sheremeteva. År 1581 mördades han av sin far i ett försök att försvara sin gravida hustru mot dennes misshandel.